# رولان لو کلر
رولان لو کلر (فرانسوی: Roland Le Clerc‎؛ زادهٔ ۳۰ مهٔ ۱۹۶۳) دوچرخه‌سوار اهل فرانسه است.